# روبرت فريدريك تابسيل
روبرت فريدريك تابسيل (بالإنجليزية: Robert Frederick Tapsell)‏ مُؤلف إنجليزي ولد عام 1936، في كرويدون، ساري (جنوب لندن حاليًا). كتب تابسيل ثلاث روايات تاريخية وكان مُحررًا (مُترجمًا) لكتاب واحد غير خيالي عن سُلالات العائلة المالكة. خلال خدمته الوطنية في سلاح الجو الملكي البريطاني (RAF) دُرِّب مُترجمًا للغة الرُّوسية. عمل تابسيل في المُخابرات العسكرية، وتخصص في أوروبا الشرقية. بعد التسريح عمل في شركة تأمين وكاتب شحن، بينما كان يُعد نفسه للكلية. بدأ الدراسة في كلية الدراسات السلافية وأوروبا الشرقية بجامعة لندن سنة 1960، وتخرج بدرجة البكالوريوس في الآداب (مع مرتبة الشرف) في التاريخ عام 1963. تزوج من شيرلي جوان فوسيل عام 1964 في والتون، ستافورد، إنجلترا. كما سافر مراتٍ عِدَّة إلى أوروبا الغربية والبلقان ومصر والعراق، ووصف نفسه بأنه صاحب العديد من اللغات الأجنبية، ولا يتقن منها أي شيء. انتقل تابسيل بعد ذلك إلى الإدارة الأكاديمية، حيث عمل في العديد من الجامعات البريطانية، بما فيها جامعة إيست أنجليا في نورويتش بإنجلترا، قبل أن يُهاجر إلى أستراليا في عام 1974. عاد إلى المملكة المتحدة عام 1982، حيث تُوفي في أبريل 1984. تاركًا أرملته وولداه.

## المؤلفات
- معجم الدول والأسر الحاكمة في العالم عبر العصور، سنة 1983م، نقله إلى العربية أحمد عبد الباسط حسن، ونشره المركز القومي للترجمة في القاهرة سنة 2011م.[6]